# Ecnomus pilbarensis
Ecnomus pilbarensis är en nattsländeart som beskrevs av Cartwright 1990. Ecnomus pilbarensis ingår i släktet Ecnomus och familjen trattnattsländor. Inga underarter finns listade i Catalogue of Life.